# 金漆
金漆（ごんぜつ、きんしつ、こしあぶら）とは、かつて存在した漆様の天然樹脂塗料である。

## 概要
金漆とはウコギ科の木本植物カクレミノ、日本ではカクレミノに加えて、タカノツメとコシアブラの樹皮を傷つけて分泌される樹脂液を塗料に利用したもので、主成分の共役ジアセチレン化合物が日光で光重合して、黄金色の硬い耐水性の大きい塗膜になったものである。
日本、中国、朝鮮半島などで、甲冑や矢鏃などの防錆や装飾のために塗装され、その発色は黄金色に輝いたという。中国、朝鮮半島では黄漆とも呼ばれた。なお、近現代の日本工芸で言う黄漆とは、江戸時代に開発された、漆に石黄を混ぜて黄色く発色させたものを指す。
日本では平安時代、中国では唐代にかけて使用が断絶したが、朝鮮半島では長く使われ日本統治時代の昭和初期までの例がある。金漆の使用が断絶した経緯については、漆よりも耐久性に劣ること、樹脂液の採取が漆よりも少量で困難であること、漆工芸と蒔絵技法の技術の向上によるものと推定されている。
『和名類聚抄』には「金漆 開元式云 台州有金漆樹 金漆和名古之阿布良」とあり、その樹の名が「許師阿夫良能紀」であるため、樹木のコシアブラの名の由来ともされてきた。ただし、金漆とコシアブラを結びつける資料は『和名類聚抄』しかない。寺田晃は、漆は古代中国の台州（越の国）産の塗料で、本来は越（えつ）の油であるべきものが越（こし）油と読まれ、こしあぶら（金漆）の語源になったと推定した。
また、寺田の研究により、金漆の素材はそれぞれウコギ科のカクレミノ、タカノツメ、コシアブラから採取されたことがわかったが、採取量の大半はカクレミノで、コシアブラからはほとんど採取できないという。なお、朝鮮半島産の金漆はチョウセンカクレミノの樹脂液である。